# Convento de la Victoria (Arahal)

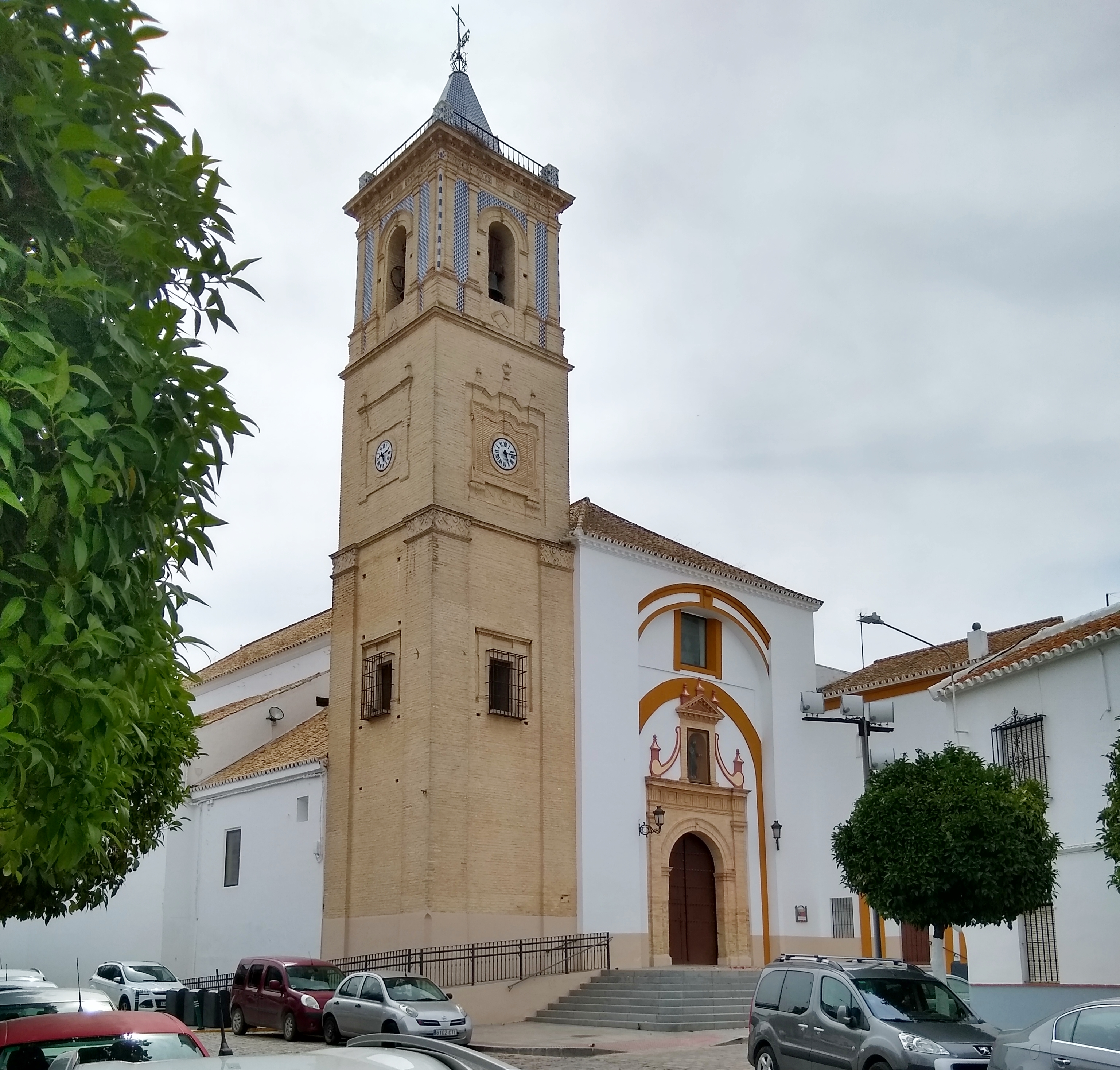
Iglesia de Nuestra Señora de la Victoria.

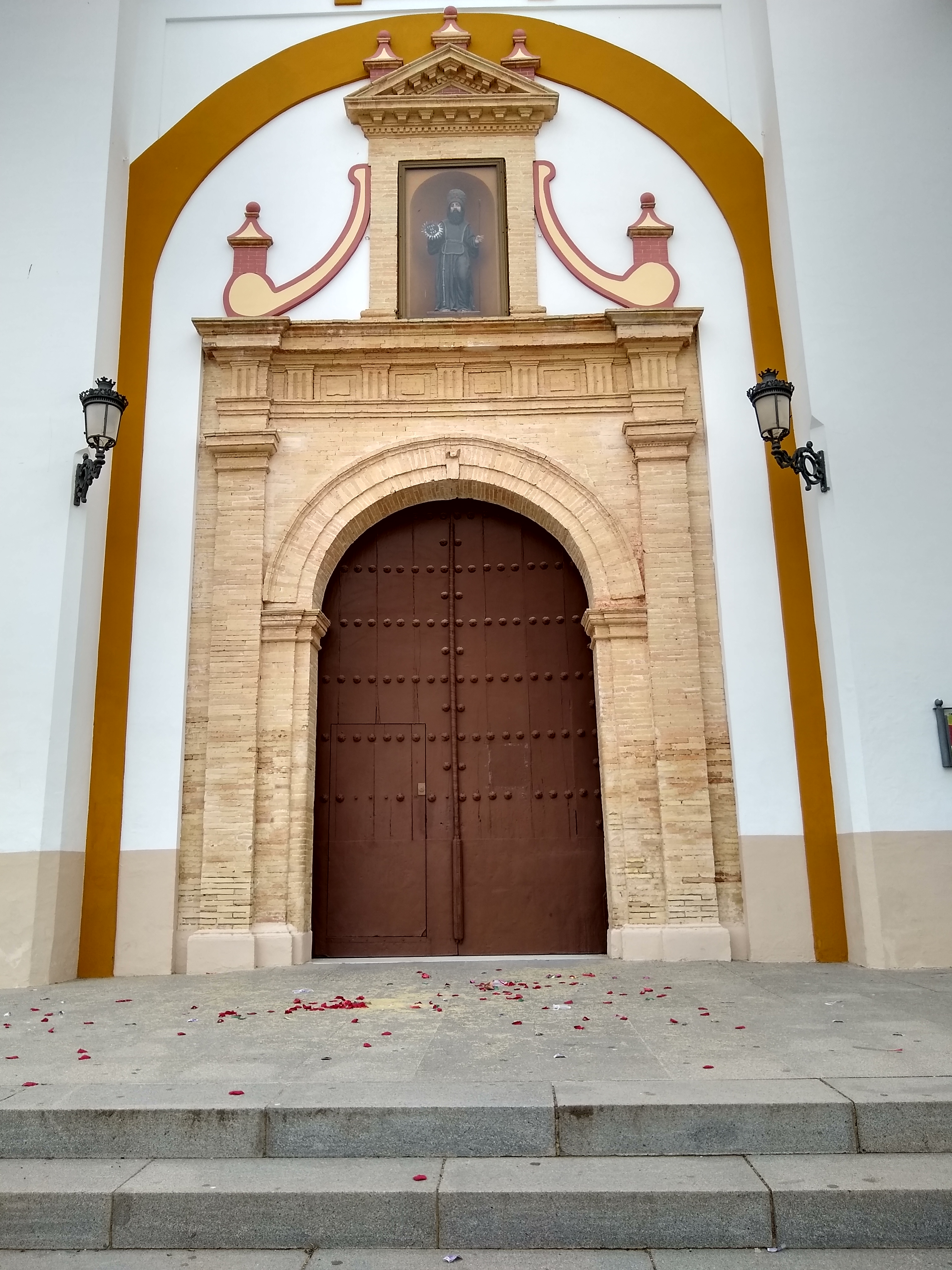
Portada de la iglesia, con la imagen de San Francisco de Paula arriba.

El convento de Nuestra Señora de la Victoria fue fundado en el siglo XVI en Arahal, provincia de Sevilla (Andalucía, España). Era de la Orden de los Mínimos de San Francisco de Paula. Fue desamortizado en el siglo XIX. La iglesia del convento es la iglesia parroquial de Nuestra Señora de la Victoria.

## Historia
Juan Téllez-Girón, IV conde de Ureña y mayordomo de Carlos I, y su esposa María de la Cueva y Toledo, donaron a los mínimos la ermita de San Sebastián, además de 20.000 maravedís el conde y 10.000 su esposa. Los mínimos se instalaron en esta ermita. El convento de Nuestra Señora de la Victoria y San Francisco de Paula fue fundado el 12 de junio (Día de la Ascensión) de 1546, siendo provincial de Andalucía fray Francisco de Baeza.
En 1621 los frailes encargaron el retablo mayor de la iglesia a Andrés de Ocampo. A comienzos del siglo XVII en el convento había unos cuarenta religiosos. En 1751 había 18 frailes. En 1764 constan 22 frailes y 1775 volvió a haber 18.
A comienzos del siglo XVII había una cátedra de Artes, que funcionó hasta la invasión francesa de comienzos del siglo XIX.
A comienzos del siglo XVI el hospital de la Misericordia de Arahal estaba a cargo de la Cofradía del Santo Cristo de la Misericordia. Por razones desconocidas, la cofradía cedió la gestión del hospital y su capilla, bajo ciertas condiciones, a la Mínima Congregación de los Hermanos Enfermeros Pobres, los obregones, en 1664. Al ser los obregones una congregación fundada en el seno de la Orden Tercera de los Mínimos, es posible que el convento de la Victoria estuviese vinculado a su llegada al municipio.
A finales del siglo XVI tenía su sede en la iglesia del convento la Hermandad del Dulce Nombre de Jesús. En 1597 esta hermandad adquirió una escultura del Niño Jesús realizada por Blas Hernández.
En 1810, con la invasión francesa, el convento fue exclaustrado. Los frailes regresaron tras la retirada de las tropas francesas. En 1821 el convento contaba con siete frailes. Ese año, durante el Trienio Liberal, el convento fue exclaustrado. Los frailes regresaron después de 1823. Finalmente, fue desamortizado en 1835.
Se han conservado el claustro y la iglesia. La iglesia fue construida en el siglo XVII y en el siglo XVIII se le añadieron dos naves y la torre.
En 1936 el patrimonio escultórico del templo fue saqueado e incendiado por grupos anticlericales. Se conservaron el retablo mayor realizado por Andrés de Ocampo en 1621, algunos retablos laterales del siglo XVIII y el retablo de la capilla de Nuestra Señora de la Consolación, de finales del siglo XVII, que presentaron destrozos de diversa consideración. Los cuadros que había en la iglesia y el claustro se conservaron en su totalidad.
La antigua iglesia conventual es la iglesia parroquial de Nuestra Señora de la Victoria. En 1980 se creó la Agrupación Musical de Nuestra Señora de la Victoria de Arahal, de música cofrade.